# Bruchfeldstraße
Die Bruchfeldstraße ist die Hauptstraße des Frankfurter Stadtteils Niederrad. Sie ist eine Wohn- und Einkaufsstraße, die von der Kreuzung an der Nordwest-Ecke der Galopprennbahn im Osten bis zum Haardtwaldplatz im Westen führt. Die Straße verläuft im ersten Drittel bis zur Schwarzwaldstraße in einem leichten Rechtsbogen, danach zieht sie sich in fast gerader Linie durch den Stadtteil.

## Verkehr
Die Bruchfeldstraße ist ihrem Charakter als innerörtliche Durchgangs- und Einkaufsstraße entsprechend recht stark befahren. Der Kraftfahrzeugverkehr besteht fast ausschließlich aus Pkw und Lieferverkehr mit kleineren Transportern, nur wenige Lkw passieren die Straße.
Lediglich ein kleiner Teil des Berufsverkehrs zur Bürostadt Niederrad nutzt die Bruchfeldstraße, um die Wartezeiten an den Ampeln zur Niederräder und Schwanheimer Uferstraße zur Hauptverkehrszeit zu umgehen.
Durch die Bruchfeldstraße verkehrt die Straßenbahnlinie 15, die Sachsenhausen und Niederrad verbindet. Die Omnibuslinie 51 wird ebenfalls durch die Bruchfeldstraße geführt, ihre Route verläuft über Schwanheim nach Höchst.

## Bebauung
Die Bebauung der Bruchfeldstraße ist uneinheitlich. Trotz schwerer Kriegsschäden erhaltene Gründerzeitbauten wechseln mit Wohn- und Geschäftshäusern aus der Nachkriegszeit und den 1970er und 1980er Jahren. In der Mitte der Bruchfeldstraße dominiert gegenüber dem Bruchfeldplatz die katholische Kirche Mutter vom guten Rat.
Der äußerlich schlichte Kirchenbau Bau aus roten Ziegelsteinen entstand 1932/33. Die Ausstattung der Kirche umfasst neben einem Marienaltar aus dem späten 15. Jahrhundert auch ein mittelalterliches Kruzifix. Glasfenster schuf 1933 der Glasmaler Otto Linnemann aus Frankfurt. Die 1983 erbaute Albiez-Orgel mit ihren 52 Registern gehört zu den größten Frankfurts. Bemerkenswert ist auch das 1948 vom Bochumer Verein gegossene Geläut aus fünf Stahlglocken von zusammen fast 12.000 Kilogramm Gewicht, eines der wenigen erhaltenen stählernen Geläute der Nachkriegszeit.

Eindrücke aus der Bruchfeldstraße
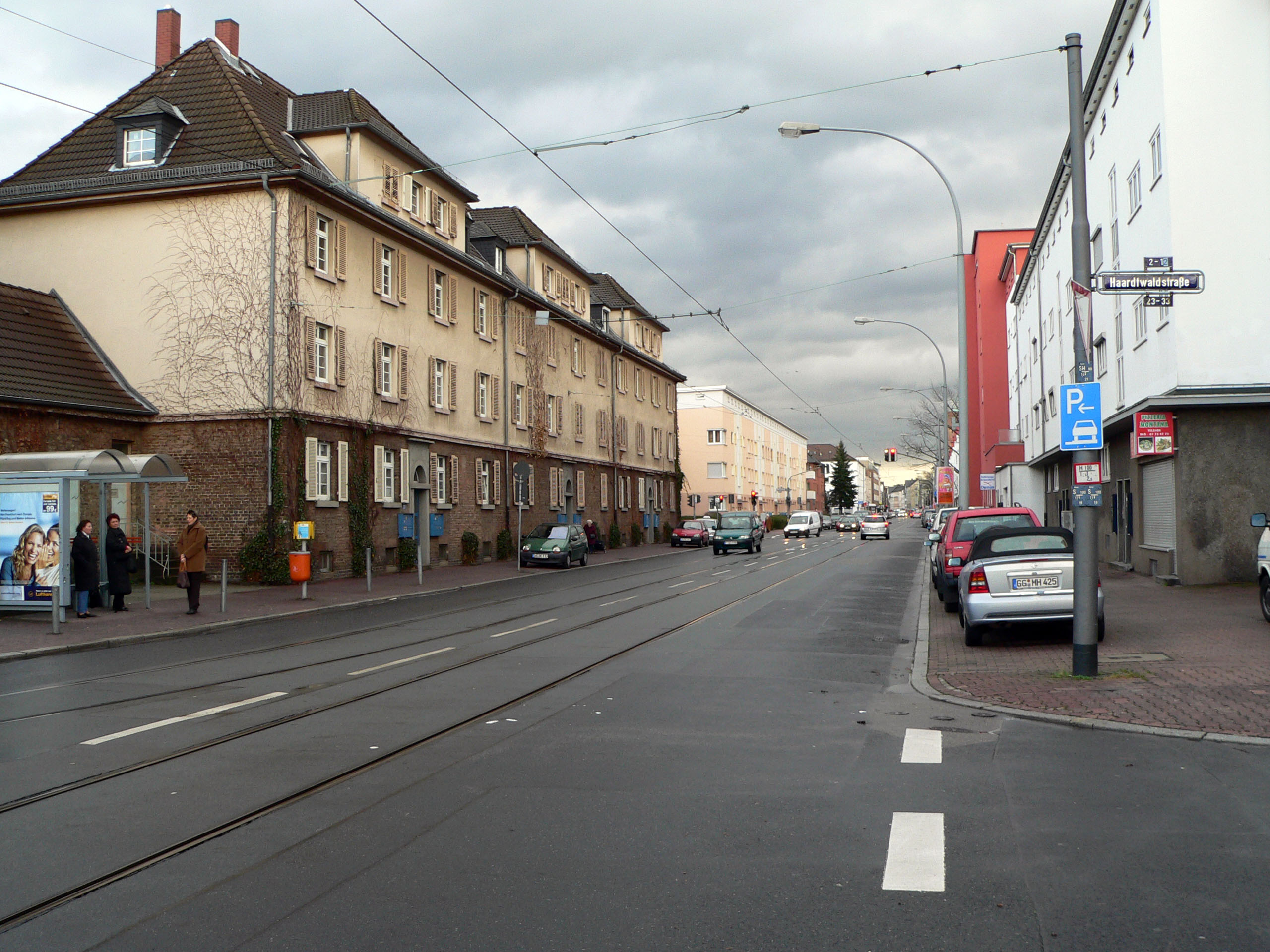
Ecke Haardtwaldplatz
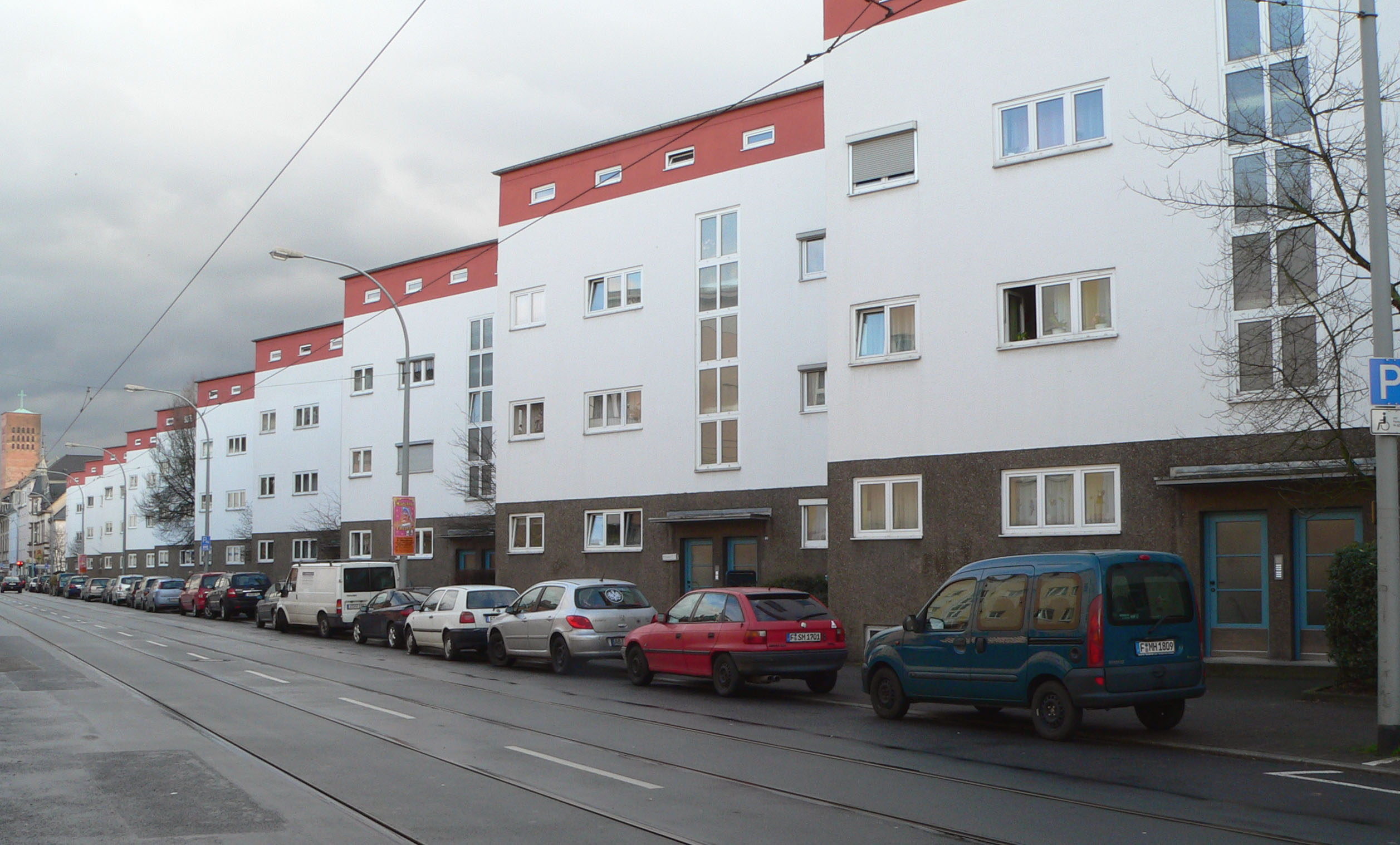
„Zickzackhausen“
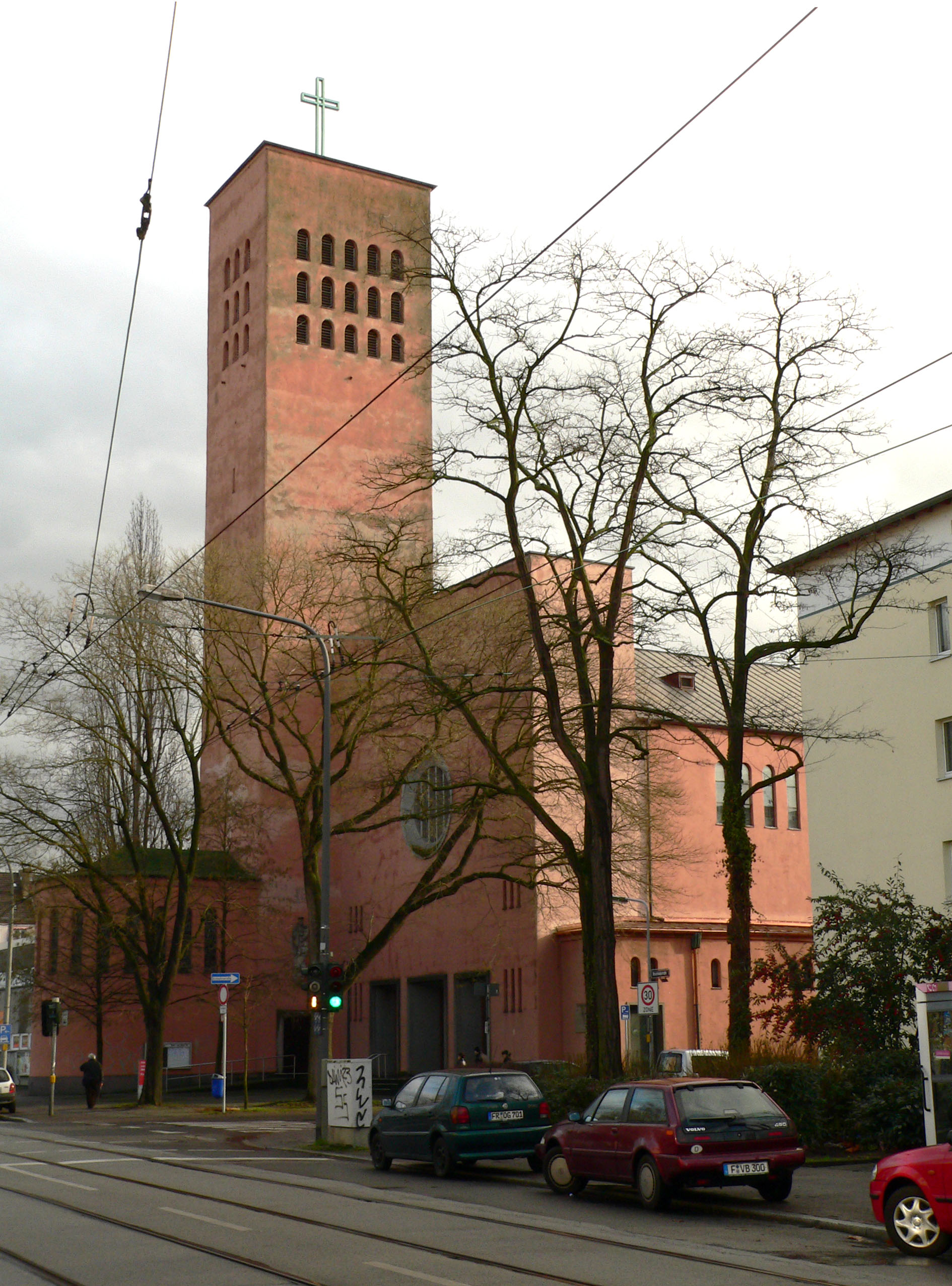
Katholische Kirche

Die allermeisten Häuser im östlichen und mittleren Drittel der Bruchfeldstraßen beherbergen in der unteren Etage Geschäfte. Im westlichen Drittel stehen hauptsächlich reine Wohnhäuser. Auffällig sind hier die weiß-roten Bauten der Wohnsiedlung Bruchfeldstraße, im Volksmund „Zickzackhausen“ genannt.

## Wirtschaftliche Bedeutung
Die Bruchfeldstraße ist eine zentrale Einkaufsstraße für den Stadtteil Niederrad. Die Geschäftsstruktur umfasst kleine Einzelhandelsgeschäfte unterschiedlicher Branchen, Filialen von Discountern, Dienstleister, Gaststätten und ein Hotel. Einige Arzt- und Anwaltspraxen finden sich in den oberen Stockwerken der Häuser.

## Weblink
Koordinaten: 50° 5′ 6,6″ N, 8° 38′ 24″ O